# George H. W. Bush
George Herbert Walker Bush (còn gọi là George Bush cha, Bush Sr. hoặc Bush 41, 12 tháng 6 năm 1924 – 30 tháng 11 năm 2018) là một chính trị gia, doanh nhân, và là Tổng thống thứ 41 của Hoa Kỳ tại nhiệm từ năm 1989 đến năm 1993. Ông là thành viên Đảng Cộng hòa và từng đảm nhận nhiều vị trí khác nhau trong chính phủ Hoa Kỳ bao gồm dân biểu tại Hạ viện Hoa Kỳ, Đại sứ Hoa Kỳ tại Liên Hợp Quốc, giám đốc Cục Tình báo Trung ương Hoa Kỳ (CIA), và Phó Tổng thống thứ 43 của Hoa Kỳ. Đồng thời, Bush Sr. cũng là cha của George W. Bush (còn gọi là Bush con), Tổng thống thứ 43 của Hoa Kỳ, và Jeb Bush, Thống đốc thứ 43 của tiểu bang Florida.
Bush lớn lên ở Greenwich, Connecticut và học cấp ba tại Học viện Phillips trước khi ghi danh vào lực lượng Hải quân Hoa Kỳ trong thời Chiến tranh Thế giới thứ hai. Khi chiến tranh qua đi, ông học tại Đại học Yale. Sau khi tốt nghiệp, Bush chuyển đến vùng tây Texas và thành lập một công ty dầu mỏ. Mặc dù thất bại trong cuộc bầu cử chức Thượng Nghị sĩ Hoa Kỳ, ông được bầu làm dân biểu Hoa Kỳ từ khu vực Quốc hội thứ 7 của Texas vào năm 1966. Vào năm 1971, Tổng thống Richard Nixon bổ nhiệm Bush đảm nhận vị trí giám đốc Cục Tình báo Trung ương Hoa Kỳ (CIA). Bush từng đứng ra tranh cử trở thành ứng viên đại diện Đảng Cộng hòa trong kỳ bầu cử Tổng thống năm 1980. Tuy nhiên, tại kỳ bầu cử sơ bộ năm đó, ông đã bị đánh bại bởi Ronald Reagan. Sau đó, ông lại được chọn làm đồng ứng cử cho vị trí Phó Tổng thống với Reagan vào năm 1980 và 1984.
Sau khi rời Nhà trắng năm 1993, Bush đã tích cực trong các hoạt động nhân đạo và thường làm việc cùng với đối thủ cũ của ông là Bill Clinton. Với chiến thắng của George W. Bush trong cuộc bầu cử Tổng thống năm 2000, Bush và con trai đã trở thành cặp cha-con thứ hai trong lịch sử Hoa Kỳ trở thành Tổng thống sau John Adams và John Quincy Adams. Một người con trai khác, Jeb Bush, đã không thành công tìm kiếm đề cử tổng thống của đảng Cộng hòa trong cuộc bầu cử sơ bộ năm 2016 của đảng Cộng hòa. Sau một trận chiến dài với bệnh Parkinson do mạch máu, Bush qua đời tại nhà riêng vào ngày 30 tháng 11 năm 2018. Trên bảng xếp hạng các vị Tổng thống Hoa Kỳ trong lịch sử, các nhà sử học thường xếp Bush là ở vị trí trên mức trung bình.

## Thời thơ ấu và thanh niên

George H. W. Bush hồi nhỏ.

George H. W. Bush sinh ra ở Milton, tiểu bang Massachusetts. Cha của ông là Prescott Bush, là Thượng nghị sĩ đại diện cho tiểu bang Connecticut và mẹ là Dorothy Walker Bush. Tên của Bush được đặt theo tên của ông ngoại ông là George Herbert Walker, Sr..
Bush bắt đầu đi học ở Trường Greenwich Country ở Greenwich, Connecticut, rồi theo học Phillips Academy ở Andover, Massachusetts từ 1936 đến 1942.

### Chiến tranh thế giới thứ hai
Sau khi tốt nghiệp Phillips Academy vào tháng 6 năm 1942, Bush gia nhập Hải quân Hoa Kỳ sau ngày sinh nhật lần thứ 18 của ông và bắt đầu theo đuổi ước mơ trở thành một phi công. Sau một khóa học kéo dài 1 năm, Bush được kết nạp vào lực lượng Dự bị Hải quân vào tháng 6 năm 1943, vài ngày trước khi ông bước sang 19 tuổi. Ông được xem là phi công hải quân trẻ tuổi nhất nước Mỹ vào thời điểm đó.
Sau khi được huấn luyện, Bush gia nhập vào phi đội Torpedo (VT-51) với vai trò sĩ quan không quân vào tháng 9 năm 1943, phi đội này thuộc Hàng không Mẫu hạm USS San Jacinto vào năm 1944.
Vào ngày 2 tháng 9 năm 1944, Bush lái một trong 4 chiếc máy bay của phi đội VT-51 tấn công vào
những địa điểm đóng quân của Phát xít Nhật ở Chichi Jima. Máy bay của Bush bị trúng hoả lực của địch nhưng ông đã được một chiếc tàu ngầm của Mỹ cứu sống.
Bush sau đó quay về San Jacinto vào tháng 11 năm 1944 và tiếp tục tham gia các trận chiến chống phát xít Nhật ở Philippines.
Khi quay trở về Guam, phi đội của ông đã tổn thất nặng nề và được gửi về Hoa Kỳ. Cho đến hết năm 1944, Bush đã thực hiện tổng cộng 58 phi vụ không kích và được nhận huân chương Distinguished Flying Cross và 
3 Huân chương Không lực (Air Medals), Presidential Unit Citation.
Sau những kinh nghiệm chiến trường quý báu này, Bush được phân công về [[Căn cứ Hải quân
Norfolk]] và được huấn luyện để trở thành phi công phóng thủy lôi. Sau đó Bush được phân công
với vai trò là một phi công trong phi đội mới, VT-153.
Sau khi Thế Chiến thứ hai kết thúc, Bush được giải ngũ trong danh dự vào tháng 9 năm 1945 và ông đã theo học tại trường Đại học Yale.
Vào năm 2003, hàng không mẫu hạm USS George H.W. Bush, thuộc lớp Nimitz bắt đầu được đóng
cho Hải quân Hoa Kỳ, và đã hoàn thành vào năm 2009.

### Sau chiến tranh

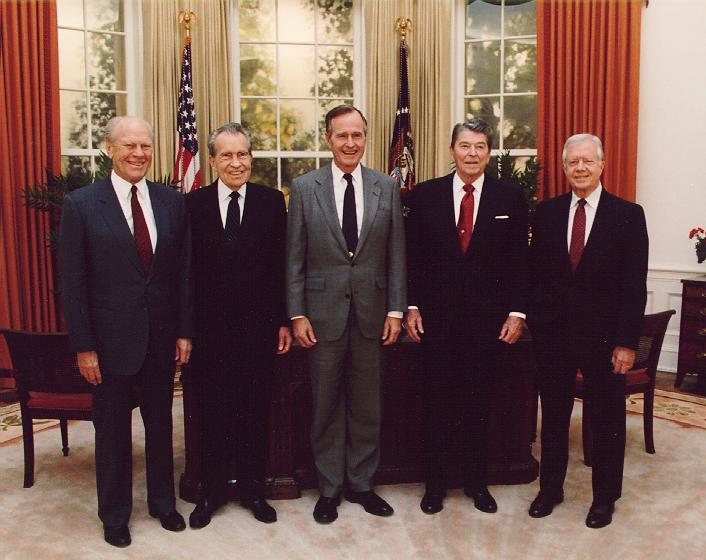
Tổng thống Gerald Ford, Richard Nixon, George Herbert Walker Bush, Ronald Reagan và Jimmy Carter (Từ trái sang phải) năm 1991.

Khi còn học tại Đại học Yale, Bush tham gia Delta Kappa Epsilon và được bầu là chủ tịch của hội. Vào năm cuối, cũng như người con trai sau này của ông là George W. Bush (1968) và cha ông, Prescott S. Bush (1917), ông Bush được kết nạp vào hội bí mật Skull and Bones vào năm 1948, giúp ông xây dựng những mối quan hệ và ủng hộ về mặt chính trị. Thành viên của Skull and Bones đã giúp đỡ rất nhiều trong chiến dịch tranh cử tổng thống của ông về sau này bằng những chiến dịch quyên tiền quảng cáo khá lớn.
George H.W Bush kết hôn với Barbara Pierce vào ngày 6 tháng 1 năm 1945. Họ có sáu người con: George W., Pauline Robinson ("Robin") (1949–1953, mất vì bệnh bạch cầu), John (Jeb), Neil, Marvin, và một cô con gái là Dorothy Walker.

## Sự nghiệp chính trị
Ông là Chủ tịch Ủy ban Quốc gia Đảng Cộng hòa (1973-1974),Trưởng Văn phòng Đại diện Hoa Kỳ tại Trung Quốc (1974-1976), Chủ tịch Ngân hàng Quốc tế I tại Houston (1977-1980). Là một phi công hải quân được tặng thưởng huân chương, Bush là cựu chiến binh cuối cùng của Chiến tranh thế giới thứ hai phục vụ như là một Tổng thống Hoa Kỳ.

### Tổng thống
Trong cuộc bầu cử Tổng thống năm 1988, Bush đã vượt qua ứng cử viên Đảng Dân chủ Michael Dukakis để trở thành Phó Tổng thống đương nhiệm đầu tiên được bầu làm Tổng thống sau 152 năm. Trong nhiệm kỳ Tổng thống của mình, ông đã có nhiều chính sách đối ngoại quan trọng với tầm ảnh hưởng quốc tế. Bush đã điều hành đất nước giải quyết những vấn đề còn tồn đọng trong những năm cuối của Chiến tranh Lạnh và là nhân vật chủ chốt giúp tái thống nhất nước Đức. Ngoài ra, ông đã lãnh đạo nước Mỹ trong cuộc xâm lược Panama và Chiến tranh Vùng Vịnh nhằm chấm dứt sự chiếm đóng của Iraq ở Kuwait. Bush đã đàm phán và ký Hiệp định thương mại tự do Bắc Mỹ (NAFTA), tạo ra một khối thương mại bao gồm Hoa Kỳ, Canada, và Mexico mặc dù Hiệp ước này vẫn chưa được phê chuẩn cho đến khi ông rời nhiệm sở. Trong các vấn đề đối nội, ông đã từ bỏ lời hứa của mình trong chiến dịch tranh cử Tổng thống năm 1988 bằng cách ký một dự luật tăng thuế nhằm giúp giảm thâm hụt ngân sách liên bang. Ngoài ra, Bush cũng đã ký Đạo luật Bảo vệ Người Mỹ Khuyết tật năm 1990, và bổ nhiệm David Souter và Clarence Thomas vào Tòa án Tối cao Hoa Kỳ. Bush đã thất bại cuộc bầu cử Tổng thống năm 1992 trước ứng cử viên Đảng Dân chủ Bill Clinton sau khi một loạt các sự kiện xảy ra như suy thoái kinh tế hay sự thay đổi bầu không khí chính trị tại Mỹ thời sau Chiến tranh Lạnh.

## Qua đời
George H. W. Bush chống chọi với bệnh Parkinson trong những năm gần đây và từng nhiều lần phải vào bệnh viện điều trị các vấn đề về hô hấp. Ông cũng mắc chứng cường giáp tự miễn, một loại rối loạn miễn dịch dẫn đến tuyến giáp hoạt động quá mức.
Tháng 4 năm 2018, ông phải nhập viện trong tình trạng nguy kịch, huyết áp tụt do "bị nhiễm trùng lan vào máu" chỉ một ngày sau buổi lễ tang của vợ ông, bà Barbara Bush. Barbara Bush qua đời vào ngày 17 tháng 4 năm 2018
Bush qua đời lúc 22 giờ 10 phút vào ngày 30 tháng 11 tại tư gia ở Houston, Texas, Hoa Kỳ. Tổng thống Donald Trump tuyên bố ngày 5 tháng 12 là một ngày quốc tang. Ngày 3 tháng 12, thi hài Bush được đưa bằng máy bay đến Washington, D.C. và được đặt trang trọng theo nghi thức quốc tang. Ngày 5 tháng 12, quốc tang được tiến hành tại Nhà thờ chính tòa Quốc gia Washington, và do Tổng thống Donald Trump làm chủ tọa.
Sau buổi lễ tang, thi hài của ông được chở bằng máy bay trở về thư viện Tổng thống George Bush ở Texas. Tại đây một buổi lễ khác được tổ chức và cựu tổng thống Bush được chôn cất bên cạnh đứa con gái là Robin, đã mất khi mới được 3 tuổi vì bệnh bạch cầu, và người vợ đã qua đời cách đây 7 tháng trước.